# Lista över avsnitt av Spider-Man (TV-serie, 1994)
Det här är en lista över avsnitt av Spider-Man, som var en amerikansk animerad TV-serie som handlade om Marvel Comics superhjälte Spindelmannen.
TV-serien visades först 19 november 1994. Den gick under fem säsonger och avslutades 31 januari 1998 med totalt 65 avsnitt. Listan visar dem i kronologisk ordning.

## Säsong 1
| Nr | Titel                                 | Sändes först     | Avsnittsnummer |
| --- | ------------------------------------- | ---------------- | -------------- |
| 1 | "Night of the Lizard"                 | 19 november 1994 | 101            |
| Peters kemilärare, Dr. Curt Conners, muteras till Lizard och Daily Bugles redaktör, J. Jonah Jameson, utlovar 1,000 dollar till den som tar ett foto av Lizard. Spindelmannen hindrar Eddie Brock och myndigheterna från att hitta Lizard, och hittar ett botemedel och räddar Conners.                                                                                          |                                       |                  |                |
| 2 | "The Sting of the Scorpion"           | 11 mars 1995     | 102            |
| J. Jonah Jameson anställer en detektiv, Mac Gargan, som följt efter Peter Parker, för att göra honom till en superhjälte som ska slåss mot Spindelmannen och namnger honom Skorpionen. Men Skorpionen vänder sig emot sina skapare efter mutationen och försöker att spränga ett kärnkraftverk. Spindelmannen stoppar honom från att göra det och sänder honom till fängelset.   |                                       |                  |                |
| 3 | "The Spider Slayer"                   | 4 februari 1995  | 103            |
| För att kunna betala sina skulder till brottslingen känd som Kingpin, anställer Norman Osborn Spencer Smythe för att designa en kraftfull robot som kallas Spindelkrossaren för att fånga och förgöra Spindelmannen. Spindelmannen lyckas besegra Spindelkrossaren och Spencer försvinner i en explosion.                                                                        |                                       |                  |                |
| 4 | "Return of the Spider Slayers"        | 11 februari 1995 | 104            |
| Alistair Smythe, Spencer Smythes son, bygger tre ytterligare Spindelkrossare för att förgöra Spindelmannen och de andra personerna han anser vara ansvariga för sin fars död, och börjar kidnappa dem. Spindelmannen lurar maskinerna till en ödelagt byggnad och förstör dem.                                                                                                   |                                       |                  |                |
| 5 | "The Menace of Mysterio"              | 25 februari 1995 | 105            |
| En ny skurk i staden, Mysterio, sätter dit Spindelmannen för grov stöld för att ge honom dåligt rykte. Mysterio försöker att få ryktet som den verkliga hjälten i New York som en del av en personlig vendetta mot Spindelmannen. Spindelmannen förstör Mysterios plan och rentvår sitt namn.                                                                                    |                                       |                  |                |
| 6 | "Doctor Octopus: Armed and Dangerous" | 18 februari 1995 | 106            |
| Spindelmannen bekämpar skurken känd som Doktor Octopus, som har kidnappat Felicia Hardy och J. Jonah Jameson för lösen. Octopus har en personlig vendetta mot Felicias mor, Anastasia. Spindelmannen besegrar Dr. Octopus och räddar Felicia och Jameson. |                                       |                  |                |
| 7 | "The Alien Costume, Del 1"            | 29 april 1995    | 107            |
| Spindelmannen kommer i kontakt med en utomjordisk symbios som förbinder sig med honom och formas till en svart dräkt. Under tiden anklagar Eddie Brock Spindelmannen för att ha stulit en sten som kallas Prometheum X, men som egentligen stals av Rhino. J. Jonah Jameson annonserar en belöning på 1,000,000 dollar för Spindelmannens fångst.                                |                                       |                  |                |
| 8 | "The Alien Costume, Del 2"            | 6 maj 1995       | 108            |
| När Spindelmannens nya dräkt visar sig vara levande beslutar han sig för att ta tillbaka Prometheum X. Under tiden får J. Jonah Jameson reda på att Eddie Brock ljög. Han avskedar honom och stryker belöningen. Spindelmannen blir slutligen av med symbiosen efter en kamp mot Shocker. Men den får snart tag i en ny värd, Eddie Brock.                                       |                                       |                  |                |
| 9 | "The Alien Costume, Del 3"            | 13 maj 1995      | 113            |
| Eddie Brock är nu förbunden med symbiosen och kallar sig själv "Venom", och ger sig ut för att förgöra Spindelmannen. Spindelmannen lurar honom till en startramp där en raket precis ska skjutas upp. Oljudet får symbiosen att separeras från Eddie. Spindelmannen nätar in den så den skjuts upp i rymden tillsammans med raketen.                                            |                                       |                  |                |
| 10 | "Kraven the Hunter"                   | 1 april 1995     | 109            |
| Spindelmannen finner sig själv fast mellan Mariah Crawford, en läkare från Afrika, och Kraven jägaren, en man som förföljt henne hela vägen till Amerika. Kraven har tagit ett botemedel för att rädda sitt liv som gav honom djuriska sinnen och förmågor, men ändrade hans personlighet. Mariah Crawford hittar ett botemedel som hon ger till Kraven så han blir normal igen. |                                       |                  |                |
| 11 | "The Hobgoblin, Del 1"                | 20 maj 1995      | 110            |
| Norman Osborn hyr in Hobgoblin för att förgöra Wilson Fisk, men när han misslyckas avskedar Osborn honom. För att få hämnd på Osborn byter Hobgoblin sida och kidnappar Normans son, Harry, åt Kingpin. |                                       |                  |                |
| 12 | "The Hobgoblin, Del 2"                | 27 maj 1995      | 111            |
| Spindelmannen tar upp jakten på Hobgoblin efter att han attackerat faster May och kidnappat Harry Osborn. Han slår ihop sig med Norman Osborn, och, som Norman inte vet, Wilson Fisk. Så småningom hittar Spindelmannen Harry och räddar honom. Han har senare en konstant kamp mot Hobgoblin, som slutligen avslutas då Hobgoblin kraschlandar i havet.                         |                                       |                  |                |
| 13 | "Day of the Chameleon"                | 11 juni 1995     | 112            |
| Kameleonten anländer för att eliminera två kända diplomater innan de skriver på ett viktigt fredskontrakt. Han använder ett bälte som ger honom förmågan att byta skepnad för att få honom att se ut som andra personer. Men Spindelmannen skiljer lätt ut honom från mängden när han använder skepnaden av Peter Parker.                                                        |                                       |                  |                |

## Säsong 2: Neogenic Nightmare
| Nr | Titel                         | Sändes först      | Avsnittsnummer |
| --- | ----------------------------- | ----------------- | -------------- |
| 14 | "The Insidious Six"           | 9 september 1995  | 201            |
| För att äntligen kunna döda Spindelmannen hyr Kingpin in Den förrädiska sextetten (Doktor Octopus, Skorpionen, Kameleonten, Shocker, Rhino och Mysterio) för att göra sig av med honom. Farley Stillwell skapar neogenestik, vilket får Spindelmannens styrka att börja avta. Efter att ha förlorat sina krafter blir han tillfångatagen av Den förrädiska sextetten. |                               |                   |                |
| 15 | "Battle of the Insidious Six" | 16 september 1995 | 202            |
| Den förrädiska sextetten demaskerar Spindelmannen, men Dr. Octopus är övertygad om att han är en bluff för att han så lätt blev besegrad efter att han förlorat sina krafter. Under tiden kidnappar Kingpin Silvermane och startar ett krig mot de andra gangsterligorna. Senare rymmer Peter, får tillbaka sina krafter och besegrar Den förrädiska sextetten. |                               |                   |                |
| 16 | "Hydro-Man"                   | 23 september 1995 | 203            |
| Mary Janes gamla pojkvän börjar förfölja henne. Han har fått förmåga att förvandla sin kropp till vatten och kallar sig själv Hydromannen. I slutet lurar Mary Jane honom upp på ett hustak där han förångas utan vatten att göda sig på. |                               |                   |                |
| 17 | "The Mutant Agenda"           | 30 september 1995 | 204            |
| Spindelmannens utbredande neogenetiska mutation gör honom illamående och söker hjälp från Professor Charles Xavier och möter X-Men. Han blir besviken då han hör att Xavier inte botar mutation, utan hjälper endast dem som blivit födda så att acceptera och kontrollera sina krafter. Beast råder Spindelmannen att gå till Dr. Herbert Landon som arbetar på ett bot för mutanter. När Spindelmannen lämnat platsen kidnappar Landons män Beast. Medan Peter tittar på Landons demonstration attackerar Hobgoblin salen och orsakar takras för att Landon tidigare försökte döda Hobgoblin. Spindelmannen räddar allihopa, men Hobgoblin kommer undan. Spindelmannen har senare underläge mot Hobgoblin och attackeras av Wolverine som tror att han har något att göra med Beasts försvinnande. Avsnittet slutar med att Spindelmannen och Wolverine slåss medan Hobgoblin förbereder sig på att kasta en bomb mot dem. |                               |                   |                |
| 18 | "Mutant's Revenge"            | 7 oktober 1995    | 205            |
| Wolverine har så när besegrat Spindelmannen i sin ilska genom Hank McCoys försvinnande. Senare stjäl Hobgoblin mutationsteknologin som Herbert Landon har förberett till Kingpin. Spindelmannen och Wolverine följer honom och hittar Beasts tillhåll, liksom Landons plan att utrota mutanterna. Spindelmannen och Wolverine slåss sida vid sida för att rädda Beast från att bli Landons första levande testobjekt. När Landon själv faller offer för sitt eget experiment förvandlas han till ett stort monster som göder sig på elektrisk energi. X-Men och Spindelmannen samarbetar återigen för att besegra Landon och Hobgoblin. |                               |                   |                |
| 19 | "Morbius"                     | 28 oktober 1995   | 206            |
| Spindelmannens mutation förvandlar honom nu till ett monster. Dr. Mariah Crawford utvecklar ett möjligt bot för Spindelmannen sjukdom, men Peters infekterade blodprov blir stulet och används till ett experiment av Michael Morbius. En olycka med en vampyrfladdermus förvandlar honom till en plasmasugande vampyr. |                               |                   |                |
| 20 | "Enter the Punisher"          | 4 november 1995   | 207            |
| Genom sitt muterings-DNA får Spindelmannen fyra ytterligare armar, medan Morbius terror fortsätter. Punisher kommer till New York för att göra upp mot den muterande Spindelmannen och skyller attacken på honom tillsammans med resten av New York. |                               |                   |                |
| 21 | "Duel of the Hunters"         | 11 november 1995  | 208            |
| I det slutliga stadiet förvandlas Spindelmannen till "Man-Spider". Dr. Mariah Crawford kallar på Kraven för att hjälpa henne att spåra Spindelmannen och bota hans mutation med ett nyligen tillverkat motgift. Under tiden söker Punisher efter monstret för att förgöra det. Crawford lyckas med att göra Spindelmannen normal igen. |                               |                   |                |
| 22 | "Blade the Vampire Hunter"    | 3 februari 1996   | 209            |
| Vampyrjägaren Blade anländer till New York för att förgöra Morbius, men Spindelmannen vill hjälpa Morbius att återfå sin mänskliga form. När Spindelmannen berättar att Morbius är ett offer för ett neogenetiskt experiment som gått fel bestämmer sig Blade för att förstöra utrustningen. Men innan han hinner göra det har Morbius stulit den. |                               |                   |                |
| 23 | "The Immortal Vampire"        | 10 februari 1996  | 210            |
| Morbius använder den neogenetiska omkopplaren för att förvandla alla andra till vampyrer. Spindelmannen och Blade lyckas stoppa honom, men Morbius mutation förvärras. Morbius kidnappar Felicia Hardy för att förvandla henne till vampyr. Blade och Spindelmannen hittar Morbius gömställe och distraherar honom länge nog för Felicia att övertala honom att avbryta sina planer. |                               |                   |                |
| 24 | "Tablet of Time"              | 18 november 1995  | 211            |
| Dr. Curt Connors studerar tidstavlan, ett nyligen upptäckt forntidsföremål som sägs kunna återge människors ungdom. Dr. Connors tror att den kan bota Spindelmannens mutationsutveckling. Innan han hinner studera den stjäl Silvermane den. |                               |                   |                |
| 25 | "Ravages of Time"             | 25 november 1995  | 212            |
| Med tidstavlan i sin ägo får Silvermane sin ungdom tillbaka, men han fortsätter att förungas tills han slutligen blir ett spädbarn. Hammerhead levererar sedan tavlan till Adrian Toomes. |                               |                   |                |
| 26 | "Shriek of the Vulture"       | 17 februari 1996  | 213            |
| När Norman försöker ta över Toomes aeronautiker använder Adrian Toomes tidstavlan för att stjäla ungdomen från alla han vidrör. Han förklär sig till Gamen för att döda Norman Osborn. Han tar även Spindelmannens ungdom och lämnar honom som en gammal man. |                               |                   |                |
| 27 | "The Final Nightmare"         | 24 februari 1996  | 214            |
| Spindelmannen söker hjälp från Curt Connors för att Gamens effekt ska vända. Efter att ha absorberat Spindelmannens ungdom, och DNA, förvandlas Gamen till Man-Spider. Skorpionen griper Dr. Farley Stillwell för att få ett bot mot sin egen mutation. Spindelmannen får slutligen sin ungdom tillbaka och stoppar Gamen och Skorpionen. |                               |                   |                |

## Säsong 3: The Sins of the Fathers
| Nr | Titel                    | Sändes först      | Avsnittsnummer |
| --- | ------------------------ | ----------------- | -------------- |
| 28 | "Doctor Strange"         | 27 april 1996     | 215            |
| Peters sökande efter Mary Jane leder honom till en ond klan, ledd av en man vid namn Baron Mordo, som vill befria sin mästare, Dormammu, från en annan dimension. Baron Mordo stjäl Watoombs stav som ska befria Dormammu. Spindelmannen samarbetar med Doktor Strange och hans medhjälpare Wong för att stoppa honom.                                    |                          |                   |                |
| 29 | "Make a Wish"            | 4 maj 1996        | 216            |
| Peter övertygar sig själv att sluta vara Spindelmannen innan han möter en mystisk figur som heter Madam Web och sin största beundrare, en liten flicka som kallas Tyana. Spindelmannen delar sin bakgrund med henne. Doktor Octopus attackerar med sin nya Octobot och fångar Spindelmannen.                                                              |                          |                   |                |
| 30 | "Attack of the Octobot"  | 11 maj 1996       | 217            |
| Under attacken tappar Spindelmannen minnet och blir brottspartner med Dr. Octopus. Tyana och en taxiförare vid namn Mousie försöker att rädda honom, men ingen lyssnar på deras historia. |                          |                   |                |
| 31 | "Enter the Green Goblin" | 18 maj 1996       | 218            |
| Norman Osborn försvinner i en explosion; Harry skyller på Normans olika affärskompanjoner och hävdar att de borde ha tagit en större del i sin fars företag. Green Goblin dyker upp och kidnappar Normans före detta affärskompanjoner. |                          |                   |                |
| 32 | "Rocket Racer"           | 14 september 1996 | 301            |
| Spindelmannen och en ny medborgare känd som Rocket Racer jagar Big Wheel. Spindelmannen och Rocket Racerare stoppar Wheel när Spindelmannen ger honom en elektrisk stöt med kapade två kablar. |                          |                   |                |
| 33 | "Framed"                 | 21 september 1996 | 302            |
| Peter tror att hans lycka har vänt till det bättre när Richard Fisk, son till Wilson Fisk, erbjuder honom ett jobb. Men Fisk sätter dit honom för ett förbundsbrott. Peters advokat är Matt Murdock (Daredevil). |                          |                   |                |
| 34 | "The Man Without Fear"   | 28 september 1996 | 303            |
| Spindelmannen slår ihop sig med Daredevil för att konfrontera Kingpin och rentvå Peters namn. Daredevil avslöjar även för Spindelmannen om Kingpins identitet. |                          |                   |                |
| 35 | "The Ultimate Slayer"    | 5 oktober 1996    | 304            |
| Kingpin gör om Alistair Smythe till en man som är hälften cyborg och hälften mutant för att han ska bli den ultimata krossaren och döda Spindelmannen. Spencer Smythe visar sig vara vid liv, men i ett kryoniskt läge. |                          |                   |                |
| 36 | "Tombstone"              | 12 oktober 1996   | 305            |
| Robbie Robertson förlorar sin son, Randy Robertson, till ett gäng lett av Tombstone, en ligist som Robbie känt sedan tidigare. Tombstone lovar att släppa Robbies son om han låter bli att publicera tidningsartikeln om Alicia Silvermane. |                          |                   |                |
| 37 | "Venom Returns"          | 2 november 1996   | 306            |
| Venomsymbiosen återvänder till Jorden och återförenas med Eddie Brock. Han beordras av Dormammu att stjäla en maskin från Stark Enterprises som är kapabel att befria Dormammu från sin dimension. När Venom slåss mot Spindelmannen och War Machine blir han lätt besegrad. Han får snart hjälp av Cletus Kasady, som har förenats med en annan symbios. |                          |                   |                |
| 38 | "Carnage"                | 9 november 1996   | 307            |
| Baron Mordo och Dormammu hjälper Eddie Brocks cellkamrat, Cletus Kasady, att bli Carnage. Dormammu använder Carnage för att föra över Dormammu till deras värld. Järnmannen, Spindelmannen och Venom arbetar tillsammans och besegrar symbioserna. |                          |                   |                |
| 39 | "The Spot"               | 26 oktober 1996   | 308            |
| En före detta anställd på Stark Industries, Dr. Jonathan Ohn, uppfinner en dimensionell portalöppnare som genom en olycka gör honom till en levande dimensionsportal och han kallar sig själv Spot. Han försöker att stjäla pengar till en behandling. Hans instabila skapelse orsakar en portal som hotar att sluka New York.                            |                          |                   |                |
| 40 | "Goblin War!"            | 16 november 1996  | 309            |
| Green Goblin och Hobgoblin slåss om Dr. Ohns dimensionella portalöppnare. Peter och Mary Jane firar Felicia Hardys förhållande till Jason Macendale tills det visar sig att Macendale är Hobgoblin. I slutet får Green Goblin tag i den portala teknologin.                                                                                               |                          |                   |                |
| 41 | "Turning Point"          | 23 november 1996  | 310            |
| Med den dimensionella portalöppnaren förföljer Green Goblin Spindelmannen och får reda på hans hemliga identitet. Green Goblin kidnappar Mary Jane och för henne till George Washington Bridge. Mary Jane och Green Goblin blir fast i en interdimensionell portal och maskinen han använde blir förstörd.                                                |                          |                   |                |

## Säsong 4: Partners in Danger
| Nr | Titel                            | Sändes först     | Avsnittsnummer |
| --- | -------------------------------- | ---------------- | -------------- |
| 42 | "Guilty"                         | 1 februari 1997  | 311            |
| Under genomgången med förlusten av Mary Jane får Spindelmannens vän, Robbie, skulden för ett brott. Spindelmannen jobbar med J. Jonah Jameson för att rentvå hans namn. |                                  |                  |                |
| 43 | "The Cat"                        | 8 februari 1997  | 312            |
| Doktor Octopus försöker utpressa familjen Hardy med sin kunskap om deras anknytningar till den legendariska tjuven känd som "Katten", men tvingas hjälpa Kingpin som också har planer för "Katten". Han beordras att kidnappa honom från hans cell i S.H.I.E.L.D.s högkvarter och tvinga honom att avslöja sin kunskap om supersoldatsformulan som skapade Kapten Amerika. Spindelmannen misslyckas med att stoppa kidnappningen under sin egen undersökning om familjen Hardy och "Katten".                                                           |                                  |                  |                |
| 44 | "The Black Cat"                  | 15 februari 1997 | 313            |
| Kingpins serum lyckas på Felicia Hardy, "Kattens" dotter, och hon får superkrafter. Hon, som Svarta katten, samarbetar med Spindelmannen för att rädda sin far och stoppa Kingpin från att använda serumet för sina egna gärningar. |                                  |                  |                |
| 45 | "The Return of Kraven"           | 22 februari 1997 | 314            |
| Dr. Crawford muteras till ett monster. Spindelmannen och Svarta katten samarbetar med Kraven för att hjälpa henne. Dr. Curt Conners hittar ett motgift och botar henne. |                                  |                  |                |
| 46 | "Partners"                       | 3 maj 1997       | 315            |
| Alistair Smythe kidnappar Svarta katten efter att hon blivit utslagen av gas och lämnar Spindelmannen hjälplös till att rädda henne. Spindelmannen beordras att fånga antingen Skorpionen eller Gamen för att rädda Svarta katten. Skorpionen och Spindelmannen används i ett experiment för att förvandla Silvermane (som nu är ett spädbarn) till en medelålders man. Men Gamen anländer och absorberar Silvermanes ungdom och gör honom istället till en gammal man igen. Spindelmannen kommer slutligen överens om att bli Svarta kattens partner. |                                  |                  |                |
| 47 | "The Awakening"                  | 10 maj 1997      | 316            |
| Debra Whitman hittar Michael Morbius och aviserar hennes plan att använda Doktor Connors neogetiska omkopplare för att återuppliva honom. Shocker och Landon anländer och kidnappar Morbius. Svarta katten, Spindelmannen och Abraham Whistler räddar Morbius och återgör honom till samma vampyriska tillstånd som han var tidigare. |                                  |                  |                |
| 48 | "The Vampire Queen"              | 17 maj 1997      | 317            |
| Blade återvänder för att stoppa sin mor, vampyrdrottningen. Hon försöker övertala Morbius att berätta vad han vet om den neogenetiska omkopplaren. När hon hittar den använder hon den till att skapa fler vampyrer. Hon blir till slut stoppad av Spindelmannen, Svarta katten, Morbius och Blade. Svarta katten bestämmer sig för att lämna Spindelmannen och slåss sida vid sida med Morbius och Blade. |                                  |                  |                |
| 49 | "The Return of the Green Goblin" | 12 juli 1997     | 318            |
| Harry Osborn följer sin fars spår och blir den nye Green Goblin i strävan efter att döda Spindelmannen. Under tiden försöker Punisher få reda på om Peter Parker vet var Mary Jane Watson är. I slutet kommer Mary Jane tillbaka, men hon minns inte vad som hände med henne under den senaste striden mot den förste Green Goblin. |                                  |                  |                |
| 50 | "The Haunting of Mary Jane"      | 19 juli 1997     | 401            |
| Spindelmannen samarbetar med Mysterio mot robotversioner av Rhino, Doktor Octopus, Lizard, Venom och Carnage för att rädda Mary Jane som blivit kidnappad av Mysterios flickvän. Efter räddningen berättar Spindelmannen för Mary Jane om sin verkliga identitet. |                                  |                  |                |
| 51 | "The Lizard King"                | 26 juli 1997     | 402            |
| Doktor Connors och Mary Jane är kidnappade av ödlefolk från kloakerna, som hävdar att Connors skapade dem. Spindelmannen ger Mary Jane tid att fly och hitta Margaret Conners, som har en apparat som kan bota varelserna. |                                  |                  |                |
| 52 | "The Prowler"                    | 2 augusti 1997   | 403            |
| Hobie Brown blir värvad som Prowler av Kingpin. Hobie tvingas bära en dräkt med ett bälte som detoneras om han mixtrar med det. Spindelmannen och Prowler enar sig mot Kingpin, så Hobie kan få möjligheten att återvända till ett normalt liv. |                                  |                  |                |

## Säsong 5: The Spider Wars
| Nr | Titel                                                     | Sändes först      | Avsnittsnummer |
| --- | --------------------------------------------------------- | ----------------- | -------------- |
| 53 | "The Wedding"                                             | 12 september 1997 | 404            |
| Peter Parker och Mary Jane ska gifta sig, men deras bröllop blir förstört av Green Goblin (Harry) som ska försöka tvinga prästen att viga honom med MJ. Spindelmannen och Svarta katten försöker stoppa honom. Liz Allan övertalar Harry att sluta och han återvänder till Ravencroft för sin behandling. |                                                           |                   |                |
| 54 | "Six Forgotten Warriors, Kapitel I"                       | 19 september 1997 | 405            |
| Peter får reda på att hans föräldrar, Richard och Mary Parker, kanske var förrädare och ryska spioner. För att rentvå sina föräldrars namn reser Peter och Robbie till Ryssland. Silver Sable och Wildpack anländer och kidnappar en informatör som skulle ha hjälpt Peter. |                                                           |                   |                |
| 55 | "Six Forgotten Warriors, Kapitel II: Unclaimed Legacy"    | 26 september 1997 | 406            |
| (Fortfarande i Ryssland) Den återförenade försåtliga sexan (med Gamen som Mysterios ersättare) attackerar och besegrar Spindelmannen och för honom till Kingpin. Kingpin avslöjar sin plan att använda Red Skulls domedagsvapen. Spindelmannen flyr och återvänder till New York tillsammans med Robbie. |                                                           |                   |                |
| 56 | "Six Forgotten Warriors, Kapitel III: Secrets of the Six" | 3 oktober 1997    | 407            |
| Peter lär sig om De sex glömda krigarnas historia och upptäcker att Red Skull har utvecklat ett domedagsvapen. Kingpin och Landon har kommit på hur man låser upp det och behöver De glömda krigarnas nycklar för att göra det, så de börjar stjäla dem. Notering: De sex glömda krigarna inkluderar Det svarta undret, Fröken Amerika, Susaren, Förgöraren och Åskbringaren. |                                                           |                   |                |
| 57 | "Six Forgotten Warriors, Kapitel IV: The Six Fight Again" | 10 oktober 1997   | 408            |
| Spindelmannen, De sex glömda krigarna och Wildpack förhindrar domedagsvapnet från att aktiveras, men Kameleonten dyker upp och söver alla med gas. Han aktiverar en maskin som befriar Kapten Amerika och Red Skull. Kapten Amerika förenar sig med De sex glömda krigarna och bekämpar skurkarna. |                                                           |                   |                |
| 58 | "Six Forgotten Warriors, Kapitel V: The Price of Heroism" | 17 oktober 1997   | 409            |
| Red Skull utlöser domedagsvapnets kraft. Hans son, Kragov, förvandlas till Elektro, som hotar att förgöra världen om han inte blir utropad till ledare. I slutet blir Elektro och Red Skull, tillsammans med Kapten Amerika, fast i Strömkammaren. |                                                           |                   |                |
| 59 | "The Return of Hydro-Man, Del 1"                          | 24 oktober 1997   | 410            |
| När Peter och Mary Jane äntligen ger sig ut på sin smekmånad återvänder Hydromannen och kidnappar Mary Jane, men Spindelmannen och Svarta katten spårar upp dem. Hydromannen har nästan besegrat Spindelmannen tills M.J. använder sina vattenkrafter för att stoppa honom. |                                                           |                   |                |
| 60 | "The Return of Hydro-Man, Del 2"                          | 31 oktober 1997   | 411            |
| Det visar sig att Hydromannen och Mary Jane är kloner, skapade av Miles Warren. På grund av dålig cellstruktur förfaller klonerna så småningom och Peter blir förkrossad. Madam Web återvänder och förbereder Spindelmannen för den ultimata striden. |                                                           |                   |                |
| 61 | "Secret Wars, Kapitel I: Arrival"                         | 7 november 1997   | 412            |
| Spindelmannen och en grupp hjältar måste frige befolkningen på en planet som har ockuperats av fem farliga brottslingar. Evenemanget skapas av en mystisk man känd som Beyonder för att ta reda på om godheten eller ondskan är starkast. Den här storyn är baserad på Secret Wars-serien. Hjältarna som har valts ut är Storm, Kapten Amerika, Järnmannen och medlemmarna av Fantastiska Fyran. Skurkarna är Alistair Smythe, Lizard, Doktor Octopus, Red Skull och Doktor Doom.                                                          |                                                           |                   |                |
| 62 | "Secret Wars, Kapitel II: The Gauntlet of the Red Skull"  | 14 november 1997  | 413            |
| Spindelmannen skickar Svarta katten som ofrivilligt förenar sig med hjältarna i deras försök att komma åt och stoppa Red Skull, som blir förrådd av Smythe och Dr. Octopus. Under tiden tampas Fantastiska Fyran med Dr. Doom. |                                                           |                   |                |
| 63 | "Secret Wars, Kapitel III: Doom"                          | 21 november 1997  | 414            |
| Hjältarna konfronterar Victor Von Doom, som till synes har skapat ett paradis på planeten. Spindelmannen och de andra har svårt att tro att Doom inte är självisk, och försöker få ett slut på hans diktatur. Doom stjäl slutligen Beyonders krafter och stoppar nästan hjältarna. |                                                           |                   |                |
| 64 | "Spider Wars, Kapitel I: I Really, Really Hate Clones"    | 31 januari 1998   | 415            |
| Efter att hjältarna vunnit i avsnittet Secret Wars, transporterar Madam Web och Beyonder Spindelmannen till en annan dimension. Där måste han förena sig med Scarlet Spider och fyra andra spindelmän för att besegra Spider-Carnage, en ond spindelman som förbundit sig med Carnagesymbiosen, som planerar att utrota alla verkligheter genom tid och rum. |                                                           |                   |                |
| 65 | "Spider Wars, Kapitel II: Farewell, Spider-Man"           | 31 januari 1998   | 416            |
| När Spider-Carnage misslyckas att förgöra alla verkligheter reser han till en annan dimension och Spindelmannen följer efter. När Spindelmannen märker han att han är i en dimension där han är rik och där hans identitet inte är hemlig. Spindelmannen övertygar Spider-Carnage att avsluta sin plan med farbror Bens hjälp. Madam Web transporterar Spindelmannen till dimensionen där han är en fiktiv figur och möter serieskaparen Stan Lee. I slutet av avsnittet lovar Madam Web att hjälpa honom att hitta den riktiga Mary Jane. |                                                           |                   |                |

### Fotnoter
1. ↑  ”Spider-Man: The Animated Series” (på engelska). TV.com. Arkiverad från originalet den 15 december 2015. https://web.archive.org/web/20151215194236/http://www.tv.com/shows/spider-man-the-animated-series/. Läst 19 december 2015.